# The Sins of Thy Beloved
The Sins of Thy Beloved je gothic-doom metalová kapela z Norska. Skupinu založil v listopadu 1996 Glenn Morten Nordbø, Arild Christensen a Stig Johansen. Kapela se původně jmenovala "Purgatory".

## Členové kapely

### Současní členové
- Glenn Morten Nordbø - kytara, zpěv (1996 - současnost)
- Arild Christensen - kytara, zpěv (1996 - současnost)
- Ola Aarrestad - basová kytara (1996 - současnost)
- Stig Johansen - bicí (1996 - současnost)
- Anita Auglend - zpěv (1996-2001, 2007 - současnost)
- Maiken Olaisen - klávesy (2005 - současnost)

### Bývalí členové
- Anders Thue - klávesy, piáno (1997 – 2001)
- Ingfrid Stensland - klávesy, piáno (1997 – 2001)
- Pete Johansen - housle (1998 – 2001)

## Diskografie
- Lake of Sorrow (1998)
- Perpetual Desolation (2000)